# 徽県
徽県（き-けん）は中華人民共和国甘粛省隴南市に位置する県。県人民政府の所在地は城関鎮。甘粛省で森林が最も豊かな県の一つである。

## 行政区画
13鎮、2郷を管轄：
- 鎮：城関鎮、伏家鎮、江洛鎮、泥陽鎮、柳林鎮、嘉陵鎮、永寧鎮、銀杏樹鎮、水陽鎮、栗川鎮、麻沿河鎮、高橋鎮、大河店鎮
- 郷：楡樹郷、虞関郷

## 交通

### 鉄道
- 中国鉄路総公司
  - 宝成線
    - 徽県駅

### 道路
- 高速道路
  - 十天高速道路
- 国道
  - G316国道